# ゆびきりゲンマン
『ゆびきりゲンマン』は、志摩ようこ/作画・津江沙智子/原作による日本の漫画作品。

『なかよし』（講談社）にて1972年9月号から1973年3月号まで連載された。全7話。単行本は同社の講談社コミックスなかよしより全2巻。1977年には講談社漫画文庫から文庫版全2巻も刊行されている。作画を担当した志摩にとって初の連載作品。

## 書誌情報
- 志摩ようこ・津江沙智子 『ゆびきりゲンマン』 講談社〈講談社コミックスなかよし〉、全2巻
  1. 1975年8月1日第1刷発行
  2. 1975年8月1日第1刷発行

  - 表題作のほか、2巻には読み切り作品「はしれ!黒い真珠」が同時収録されている。
- 志摩ようこ・津江沙智子 『ゆびきりゲンマン』 講談社〈講談社漫画文庫〉、全2巻
  - （上） 1977年7月10日第1刷発行
  - （下） 1977年7月30日第1刷発行